# Дубоки удар
Дубоки удар (енгл. Deep Impact) је амерички научнофантастични филм из 1998. године којег је режирала Мими Ледер. Главне улоге играју Елајџа Вуд, Теа Лиони, Морган Фриман, Лили Собијески, Ванеса Редгрејв и Роберт Дувал.

## Радња
Филм почиње претпоставком да комета пречника приближно 10 км јури ка Земљи.
У стварности, удар тако великог тела би значио глобалну катастрофу за цео свет живота на Земљи (међутим, вероватноћа за то је мала).
Филм не даје приоритет приказу катастрофалне ситуације и визуелним елементима, они се појављују само на почетку и пред крај филма. Углавном приказује људске реакције након што се открије да ће се Земља сударити са огромном кометом и као резултат тога већина човечанства ће бити уништена. У Америци се гради огромно склониште, али и „само” способно да прими милион људи, који се бирају, а тиме се и растурају породице...
Лансирају свемирски брод опремљен нуклеарним пројектилима, Месија, чији је задатак да разнесе комету, али мисија је само делимично успешна. Нуклеарна експлозија изведена на комети не скреће је са орбите, већ само откине мањи комадић од ње, који се такође креће ка Земљи. Прво, мања комета пада у Атлантски океан, изазивајући огроман цунами према копну...
Коначно, за неколико сати, велика комета би такође ударила у Канаду. Али посада Месије, која је још у свемиру, се предомисли и не враћа се кући, већ одлете до велике комете са 4 нуклеарна набоја на броду, коју разнесу у мале комадиће и тако спасу Земљу.

## Улоге
| Глумац            | Улога                      |
| ----------------- | -------------------------- |
| Роберт Дувал      | капетан Сперџен Танер      |
| Теа Лиони         | Џени Лернер                |
| Елајџа Вуд        | Лео Бидерман               |
| Морган Фриман     | председник Том Бек         |
| Ванеса Редгрејв   | Робин Лернер               |
| Максимилијан Шел  | Џејсон Лернер              |
| Лили Собијески    | Сара Хочнер                |
| Џејмс Кромвел     | Ал Ритенхаус               |
| Рон Елдард        | др Орен Манаш, НАСА        |
| Џон Фавро         | др Гас Партенза            |
| Лора Инес         | Бет Станли                 |
| Мери Макормак     | Андреа „Анди“ Бејкер, НАСА |
| Ричард Шиф        | Дон Бидерман               |
| Блер Андервуд     | Марк Сајмон, НАСА          |
| Чарлс Мартин Смит | др Маркус Волф             |
| Дениз Крозби      | Вики Хочнер                |
| Александар Балуев | Михаил Тулчински           |